# Przesławice (powiat proszowicki)
Przesławice – wieś w Polsce, położona w województwie małopolskim, w powiecie proszowickim, w gminie Koniusza.
Podczas II wojny światowej miała tutaj miejsce 6 września 1939 kilkugodzinna bitwa stoczona przez 201. pułk piechoty Armii „Kraków” pod dowództwem ppłk. Władysława Adamczyka z oddziałami niemieckimi. Polscy żołnierze uniemożliwili Wehrmachtowi (mimo użycia przez Niemców czołgów) sforsowanie rzeki Szreniawy i osłonili wycofujące się oddziały macierzystej armii. Obie strony straciły po jednym żołnierzu. Polskim poległym był Eryk Moryc z Katowic, który został pochowany przy krzyżu przy drodze między Proszowicami a Słomnikami.
| SIMC    | Nazwa   | Rodzaj    |
| ------- | ------- | --------- |
| 0323683 | Kąty    | część wsi |
| 0323690 | Rędzina | część wsi |
| 0323708 | Rogatki | część wsi |
| 0323714 | Za Górą | część wsi |

W latach 1975–1998 miejscowość należała administracyjnie do województwa krakowskiego.